# Ptychoptera
Ptychoptera är ett släkte av tvåvingar. Ptychoptera ingår i familjen glansmyggor.

## Bildgalleri

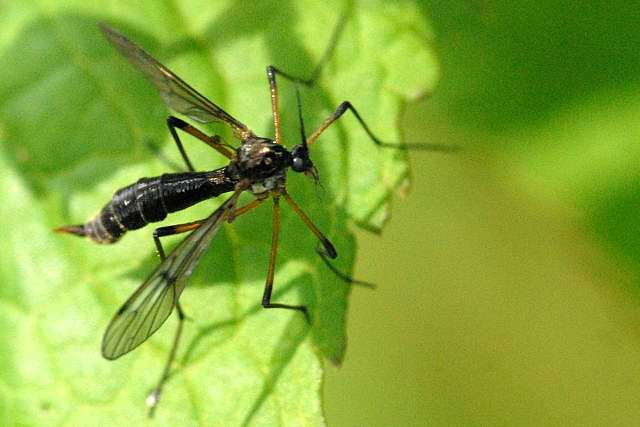
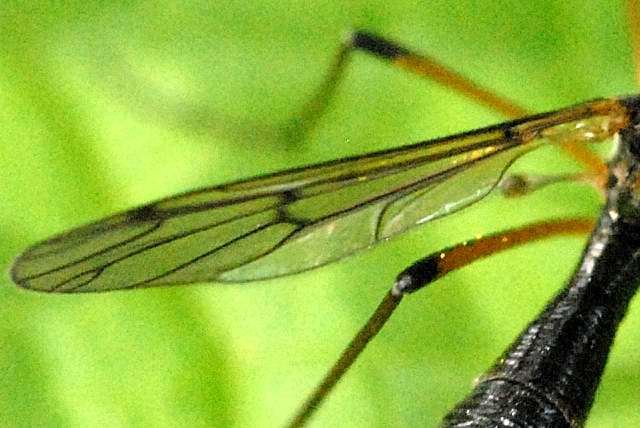

## Dottertaxa tillPtychoptera, i alfabetisk ordning[1][2]
- Ptychoptera africana
- Ptychoptera agnes
- Ptychoptera albimana
- Ptychoptera alexanderi
- Ptychoptera alina
- Ptychoptera annandalei
- Ptychoptera bellula
- Ptychoptera byersi
- Ptychoptera camerounensis
- Ptychoptera capensis
- Ptychoptera chalybeata
- Ptychoptera clitellaria
- Ptychoptera coloradensis
- Ptychoptera contaminata
- Ptychoptera daimio
- Ptychoptera delmastroi
- Ptychoptera distincta
- Ptychoptera formosensis
- Ptychoptera garhwalensis
- Ptychoptera gutianshana
- Ptychoptera handlirschi
- Ptychoptera helena
- Ptychoptera hugoi
- Ptychoptera ichitai
- Ptychoptera ichneumonoidea
- Ptychoptera japonica
- Ptychoptera javensis
- Ptychoptera kosiensis
- Ptychoptera kyushuensis
- Ptychoptera lacustris
- Ptychoptera lenis
- Ptychoptera lenta
- Ptychoptera longicauda
- Ptychoptera longwangshana
- Ptychoptera madagascariensis
- Ptychoptera malaisei
- Ptychoptera matongoensis
- Ptychoptera metallica
- Ptychoptera minor
- Ptychoptera minuta
- Ptychoptera monoensis
- Ptychoptera obscura
- Ptychoptera osceola
- Ptychoptera pallidicostalis
- Ptychoptera paludosa
- Ptychoptera pauliani
- Ptychoptera pectinata
- Ptychoptera pendula
- Ptychoptera perbona
- Ptychoptera persimilis
- Ptychoptera peusi
- Ptychoptera praescutellaris
- Ptychoptera quadrifasciata
- Ptychoptera ressli
- Ptychoptera robinsoni
- Ptychoptera sculleni
- Ptychoptera scutellaris
- Ptychoptera sikkimensis
- Ptychoptera silvicola
- Ptychoptera subscutellaris
- Ptychoptera sumatrensis
- Ptychoptera surcoufi
- Ptychoptera takeuchii
- Ptychoptera tibialis
- Ptychoptera townesi
- Ptychoptera uelensis
- Ptychoptera uta
- Ptychoptera yamato
- Ptychoptera yasumatsui